# غريموالد الأول من بينيفينتو
غريموالد الأول (تقريبًا 610 - 671) دوق بينيفينتو (651 -662) وملك اللومبارد (662-671).